# Manuel Lösel

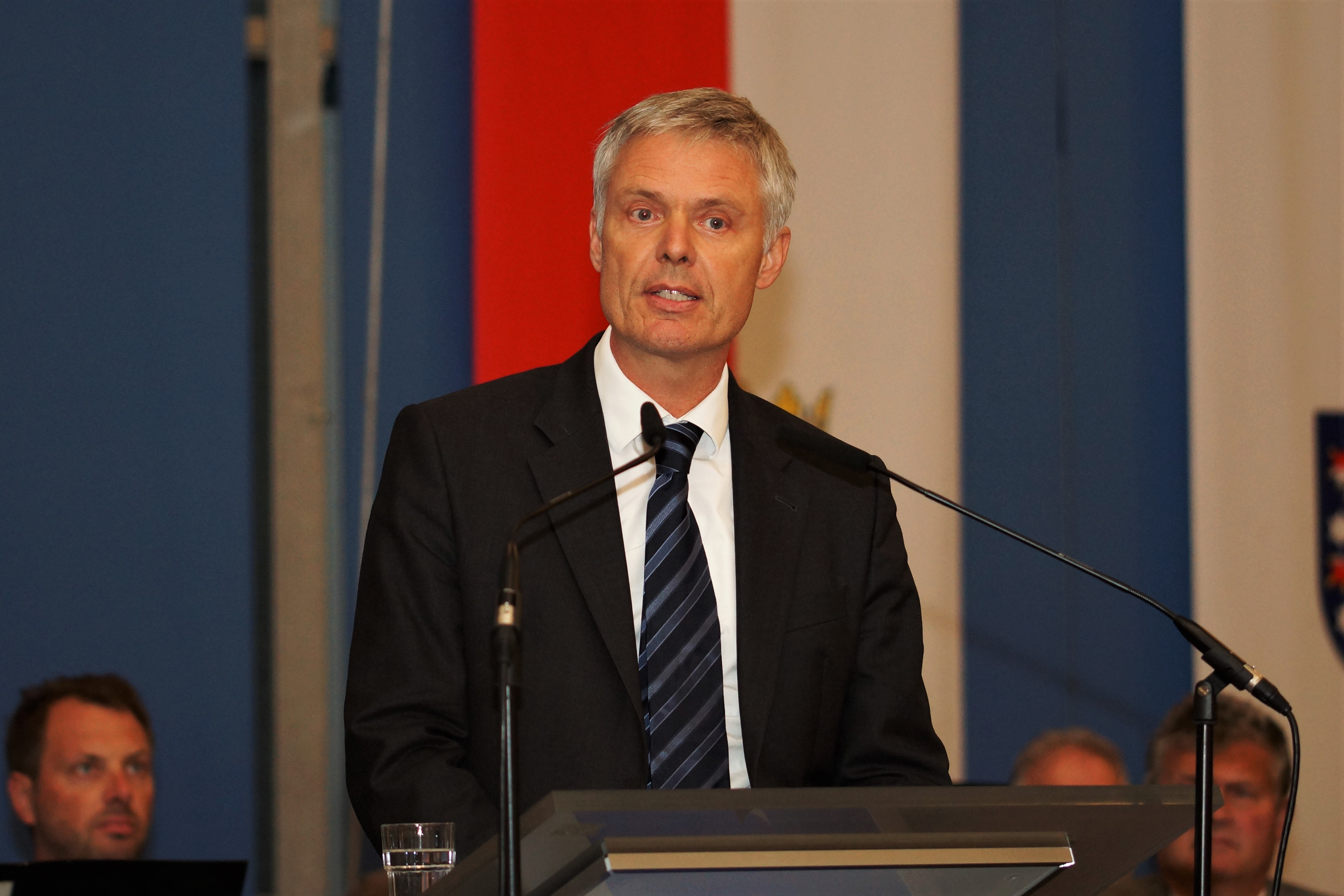
Manuel Lösel (2018)

Manuel Lösel (* 27. Juli 1965 in Wiesbaden) ist ein deutscher Pädagoge. Seit 2014 ist er Staatssekretär im Hessischen Ministerium für Kultus, Bildung und Chancen.

## Leben und Ausbildung/Beruf
Sein Abitur legte Manuel Lösel 1984 an der Wiesbadener Oranienschule ab. Im Anschluss absolvierte er eine dreijährige Ausbildung zum Sozialversicherungsfachangestellten und von 1987 bis 1989 Ersatzdienst in der Psychiatrischen Klinik Eichberg in Eltville. Die akademische Laufbahn schlug er mit dem Studium zum Magister Artium an der Justus-Liebig-Universität Gießen ein. Von 1989 bis 1994 studierte er dort die Fächer Musikpädagogik, Musikwissenschaft sowie Erziehungswissenschaften und absolvierte parallel dort sowie an der Gesamthochschule Kassel die Lehramtsstudiengänge für Grund-, Haupt- und Realschulen sowie Gymnasien mit den Fächern Musik und Katholische Religion. Nach einer Lehrertätigkeit am Gymnasium Philippinum in Weilburg war er von 1996 bis 2003 als Studienrat bzw. Oberstudienrat an der Anne-Frank-Schule in Linden und als Lehrbeauftragter im Fachbereich Sozial- und Kulturwissenschaften an der Universität Gießen tätig, wo er im Jahr 2000 mit einer musikwissenschaftlichen Panelstudie zur Beurteilung von Sängerstimmen durch Gymnasiasten der neunten Jahrgangsstufe promoviert wurde. Im Schuljahr 2002/2003 war er Mitarbeiter im Staatlichen Schulamt für den Landkreis Gießen und den Vogelsbergkreis, ehe er ab dem Schuljahr 2003/2004 zunächst als stellvertretender Schulleiter und anschließend als Schulleiter am Landgraf-Ludwigs-Gymnasium in Gießen aktiv war. 
Manuel Lösel ist verheiratet und hat zwei Kinder. 

## Politik
Im Jahr 2009 wechselte Manuel Lösel als Referatsleiter für Kultusangelegenheiten in die Hessische Staatskanzlei. In dieser Funktion war er bis 2012 tätig, um im Anschluss als Büroleiter beim Hessischen Minister für Bundesangelegenheiten, Michael Boddenberg, zu fungieren. In den Kabinetten Bouffier II, Bouffier III, Rhein I und Rhein II amtiert er seit dem 18. Januar 2014 als Staatssekretär im Kultusministerium.

## Engagement
Kraft seines Amtes ist Manuel Lösel Mitglied des Stiftungsrats des Deutschen Instituts für Internationale Pädagogische Forschung. Darüber hinaus ist er Vorsitzender des Kuratoriums des Instituts zur Qualitätsentwicklung im Bildungswesen (IQB).  